# Campolongo Tapogliano
Campolongo Tapogliano (furlanisch Cjamplunc Tapoian) ist eine italienische Gemeinde mit 1106 Einwohnern (Stand 31. Dezember 2023) in der Region Friaul-Julisch Venetien. Die Gemeinde wurde 2009 durch Fusion der Gemeinden Campolongo al Torre und Tapogliano gegründet. Der Sitz der Gemeindeverwaltung befindet sich im Ortsteil Campolongo al Torre.

## Geschichte
Die Gemeinde war bis zum Ende des Ersten Weltkriegs Teil der Grafschaft Görz und Gradisca, wobei sie dem Gerichtsbezirk Cervignano unterstellt war, der wiederum Teil des Bezirks Monfalcone war.

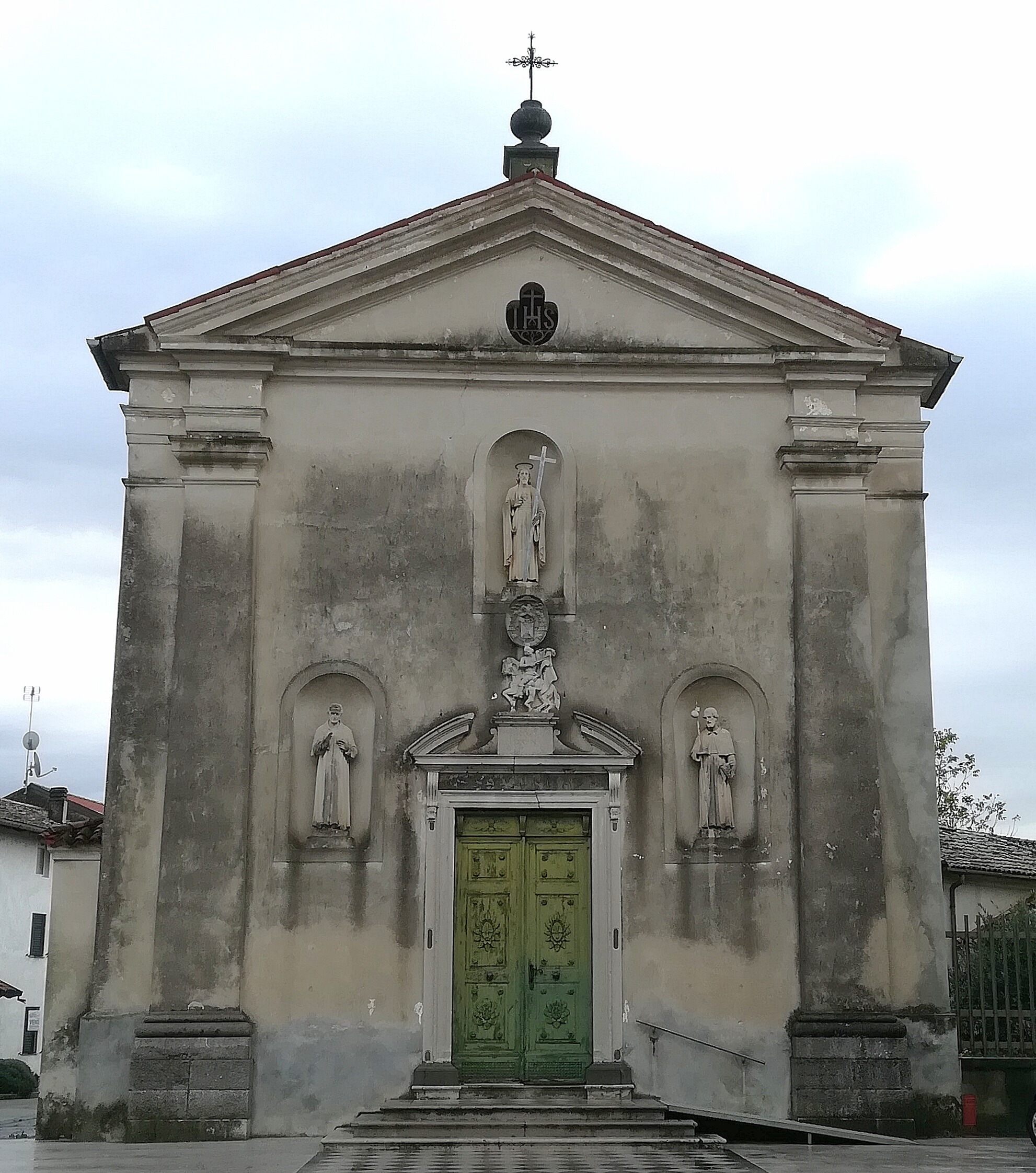
Kirche San Martino Vescovo

## Gemeindepartnerschaft
- Montgiscard, Département Haute-Garonne (seit 2005)